# Non contate su di noi
Non contate su di noi è un film del 1978 diretto da Sergio Nuti.
Si tratta del primo e unico lungometraggio diretto dal montatore Sergio Nuti.

## Trama
Roma, fine anni settanta. Un giovane musicista romano incontra una ragazza in crisi di astinenza da eroina, la soccorre e si prende cura di lei: nasce una storia d'amore che coinvolge il protagonista nell'esperienza drammatica della tossicodipendenza, condivisa con la donna e con il gruppo di giovani che ruotano intorno alla coppia.

## Produzione

Una scena del film girata a Piazza Pio IX a Primavalle, una delle principali location del film

La sceneggiatura del film è scritta a sei mani: dal regista Nuti, dall'attrice Francesca Ferrari e da Gianloreto Carbone. Il titolo del film in fase di sceneggiatura non era il "collettivo" Non contate su di noi ma il fin troppo esplicito e individualista Eroina per Flauto.
Il film, essendo totalmente autoprodotto, venne girato in pellicola 16mm e poi "gonfiato" in 35mm per la distribuzione nelle sale.
Le riprese si svolsero principalmente nella zona di Primavalle e Balduina, a Roma.
Nel film stesso è possibile scorgere anche la stazione di Roma Tiburtina, luogo dove i protagonisti transitano durante i loro giri in auto.

## Colonna sonora
La colonna sonora originale venne affidata a Maurizio Rota, anche attore nel film nel ruolo di Robby. Rota ha poi distribuito (con l'etichetta EMI Music) su 45 giri le canzoni Strade de' borgata/Un fiore contro il vento. Sulla cover del singolo è precisato che i brani sono estratti dalla colonna sonora del film Non contate su di noi.
Track list, completa di canzoni di repertorio:
1. Maurizio Rota - Un fiore contro il vento
2. Maurizio Rota - Strade de' borgata - 4:11
3. Massimo Altomare - E, Eo, Ea
4. Enzo de Luca - Hello song
5. Canzoniere del Lazio - Mogadiscio
6. Alan Sorrenti - Sienteme - 3:30

## Distribuzione
Il film uscì nelle sale cinematografiche italiane il 23 maggio 1978, distribuito dalla VIS - Capitol International Video, piccola distribuzione che in quegli anni portò nelle sale anche film come il controverso Maladolescenza di Pier Giuseppe Murgia, La ballata di Stroszek di Werner Herzog e L'amico americano di Wim Wenders. All'estero, ad oggi, non è mai arrivato.
L'opera prima di Nuti arrivò nello stesso anno in cui Nanni Moretti realizzò il suo secondo film (ma prima regia realizzata con mezzi professionali: il suo esordio Io sono un autarchico venne girato in formato Super 8 e poi gonfiato in 16mm per la distribuzione nelle sale) Ecce bombo, film con cui Non contate su di noi sembra avere più punti di contatto e al tempo stesso sembra essere l'altra faccia. Se nel film di Moretti i protagonisti sono ex sessantottini alla ricerca di un ideale politico che sembra non esistere più, nel film di Nuti (sempre girato nella periferia romana, come Primavalle) troviamo sempre dei ragazzi appartenenti alla stessa generazione dei protagonisti del film di Moretti, però il fulcro di tutto non sembra essere la politica, ma il mondo della droga.

### Divieti
Il film venne vietato ai minori di 14 anni a causa della delicata tematica trattata e delle molteplici scene di sesso.

### Edizioni home video
Fino al 2019, a oltre quarant'anni dalla sua uscita nelle sale, dell'opera di Nuti non esistevano edizioni home video, né su VHS, né su DVD, né su Blu-ray disc. Il film esisteva soltanto su pellicola, conservato presso la Cineteca Nazionale di Roma: i negativi 16mm originari sono stati perduti, ma sono ancora rintracciabili i negativi duplicati 35mm e una copia positiva parzialmente segnata dall'usura e da un principio di fading del colore.
A partire da una petizione lanciata nel luglio 2015 da Tutti parlano di Cinema a favore di un restauro del film e della successiva realizzazione di un'edizione home video, dal marzo 2019 il film torna disponibile al pubblico in una versione DVD+Blu-Ray disc, dove tra i contenuti extra è possibile rintracciare, oltre a un'intervista al produttore Manfredi Marzano e al regista Marco Tullio Giordana, una scena tagliata dalla versione del film arrivata in sala. L'operazione di restauro e ricostruzione del film è stata curata dalla Cineteca Nazionale, in collaborazione con il produttore del film Manfredi Marzano e l'editore Penny Video. Nel giugno 2019 questa edizione home video ottiene il premio internazionale Peter von Bagh, assegnato durante Il Cinema Ritrovato.

## Accoglienza

### Incassi

Sul set del film. Da sinistra: Maurizio Rota, Antonio Spoletini, Francesca Ferrari, Manfredi Marzano, Diana Nicolini, Francesco Scalco e Sergio Nuti

L'incasso complessivo del film ammonta a 26.000.000 ₤ a fronte di una spesa di 55.000.000 ₤.

### Critica
Maurizio Fantoni Minnella dal libro Bad boys: dizionario critico del cinema della ribellione giovanile: 
Morando Morandini nel suo Dizionario dei Film assegna al film due stelle su cinque, scrivendo: 
(da Il Morandini 2015. Dizionario dei film e delle serie televisive 2015)
Cristina Piccino in un articolo scrive: 
(Sergio Nuti, l'«invisibile», da Il manifesto, 7 ottobre 2006)
Patrizio Partino, in una recensione per Nocturno.it, scrive: 
(Non contate su di noi, da Nocturno.it)
Paolo Mereghetti nel suo Dizionario dei film (dove sono riportati erroneamente i cognomi dell'attrice Francesca Ferrari e dell'attore Francesco Scalco: la prima è accreditata come Ferrara e il secondo come Scalzo) assegna al film due stelle su quattro, commentando: 
(Da Il Mereghetti. Dizionario dei film 2014)
Enza Troianelli, in una recensione per la rivista Cinemasessanta, scrive: 
(«Non contate su di noi» di Sergio Nuti, da Cinemasessanta, a.1978;v. XVIII; n.122; p.58)

Da un editoriale di CineClandestino.it: 
(“Non contate su di noi”, un film da ritrovare, da CineClandestino.it)
Alessandro Aniballi, in una recensione per la rivista Quinlan, scrive: 
(NON CONTATE SU DI NOI, da Quinlan.it)

Da un articolo di Taxidrivers.it: 
(Non contate su di noi di Sergio Nuti, da Taxidrivers.it)

## Riconoscimenti
- 1978 – Nastro d'argento
  - Miglior regista esordiente a Sergio Nuti
- 1978 – Locarno Film Festival
  - Candidatura al Pardo d'oro a Sergio Nuti

## Curiosità

Maurizio Rota, in una scena del film, canta Strade de' borgata

- Uno degli attori del film, Maurizio Rota (scomparso prematuramente il 23 aprile 2010[13]), era un musicista, leader di una band italiana progressive rock dal nome Alberomotore. È lui l'autore delle musiche del film e in una scena dello stesso si esibisce al piano cantando il brano Strade de' borgata.
- Il regista del film Sergio Nuti disse che la VIS - Capitol International Video fu la prima e unica distribuzione a cui venne proposto il film, in quanto quest'ultima accettò subito di distribuirlo[14].
- Il film partecipò alla 7ª Edizione del Premio Rizzoli (denominazione ufficiale Premio per autori cinematografici Angelo Rizzoli, conosciuto anche come Premio Ischia), entrando a far parte della terna dei finalisti proprio insieme a Ecce bombo di Nanni Moretti e al film Homo sapiens di Fiorella Mariani[14][15].
- Il film viene accostato per tematica e stile, ad un'opera del 1976 diretta dal regista Antonello Branca dal titolo Storia di Filomena e Antonio. Anche il film di Branca ha per protagonisti due tossicodipendenti, ma è ambientato a Milano[16].